# Чемпіонат світу з літнього біатлону 2016
21-й чемпіонат світу з літнього біатлону проходив в естонському місті Отепя з 24 по 28 серпня 2016 року.
Серед дорослих спортсменів та юніорів було розіграно 10 комплектів медалей з таких біатлонних дисциплін: спринт, гонка переслідування, змішана естафета.

## Учасники
В чемпіонаті брала участь 21 команда: 52 юніори, 46 юніорок, 60 чоловіків та 51 жінка. На змаганнях були представлені спортсмени таких країн:
- Білорусь
- Бразилія
- Болгарія
- Велика Британія
- Вірменія
- Греція
- Естонія
- Іспанія
- Казахстан
- Латвія
- Литва
- Німеччина
- Південна Корея
- Польща
- Росія
- Румунія
- Словаччина
- Туреччина
- Україна
- Фінляндія
- Чехія

## Розклад
Розклад чемпіонату наведено нижче:
| Дата      | Час   | Гонка                                   |
| --------- | ----- | --------------------------------------- |
| 25 серпня | 20:00 | Церемонія відкриття                     |
| 26 серпня | 10:00 | Змішана естафета (юніори)               |
| 26 серпня | 13:00 | Змішана естафета                        |
| 27 серпня | 09:30 | Спринт, юніорки, 7,5 км                 |
| 27 серпня | 11:30 | Спринт, чоловіки, 10 км                 |
| 27 серпня | 14:15 | Спринт, жінки, 7,5 км                   |
| 27 серпня | 16:30 | Спринт, юніори, 10 км                   |
| 28 серпня | 09:30 | Гонка переслідування, юніорки, 10 км    |
| 28 серпня | 11:15 | Гонка переслідування, чоловіки, 12,5 км |
| 28 серпня | 13:45 | Гонка переслідування, жінки, 10 км      |
| 28 серпня | 15:45 | Гонка переслідування, юніори, 12,5 км   |

## Результати гонок чемпіонату

### Юніори

#### Чоловіки
| Гонка:                                        | Золото:             | Час               | Срібло:         | Час            | Бронза:             | Час             |
| Спринт, юніори, 10 км Протокол                | Антон Мігда Україна | 27:11.9 (0+1)     | Ян Буріан Чехія | +19.8 (1+1)    | Ондржей Гошек Чехія | +49.2 (0+2)     |
| Гонка переслідування, юніори 12,5 км Протокол | Антон Мігда Україна | 35:06.6 (1+0+0+0) | Ян Буріан Чехія | +7.5 (1+1+1+1) | Максим Івко Україна | +54.3 (1+0+3+0) |

#### Жінки
| Гонка:                                       | Золото:                     | Час               | Срібло:              | Час               | Бронза:                     | Час               |
| Спринт, юніорки 7,5 км Протокол              | Анастасія Меркушина Україна | 22:59.1 (0+0)     | Кінга Міторай Польща | +0:02.5 (0+2)     | Наталія Гербулова Росія     | +0:26.2 (1+1)     |
| Гонка переслідування, юніорки 10 км Протокол | Наталія Гербулова Росія     | 33:40.6 (1+0+1+1) | Кінга Міторай Польща | +1:46.8 (1+0+3+3) | Анастасія Меркушина Україна | +2:11.5 (3+1+2+0) |

#### Змішана естафета
| Гонка:                                          | Золото:                                                        | Час                                                       | Срібло:                                                                   | Час                                                     | Бронза:                                                           | Час                                                     |
| Змішана естафета 2 x 6 км + 2 x 7,5 км Протокол | Чехія Анна Ткадлецова Маркета Давидова Ондржей Гошек Ян Буріан | 1:19:00.2 (0+2) (0+1) (0+0) (0+3) (0+1) (0+2) (0+0) (0+2) | Україна Анастасія Меркушина Анна Кривонос Олександр Морьєв Антон Дудченко | +2:27.1 (0+0) (0+2) (0+1) (0+2) (0+1) (1+3) (0+3) (0+2) | Фінляндія Еріка Яенка Аулі Кіскола Якко Олаві Ранта Теему Хухтала | +2:42.8 (0+1) (0+2) (0+3) (0+1) (0+2) (0+2) (0+3) (0+2) |

### Дорослі

#### Чоловіки
| Гонка:                                           | Золото:                   | Час               | Срібло:              | Час             | Бронза:                  | Час             |
| Спринт, чоловіки, 10 км Протокол                 | Мартін Отченаш Словаччина | 26:14.9 (1+0)     | Лукаш Крістейн Чехія | +34.3 (1+1)     | Сергій Клячін Росія      | +38.1 (0+1)     |
| Гонка переслідування, чоловіки, 12,5 км Протокол | Мартін Отченаш Словаччина | 34:26.2 (1+1+1+0) | Сергій Клячін Росія  | +28.1 (0+0+1+1) | Олександр Жирний Україна | +48.6 (0+0+2+0) |

#### Жінки
| Гонка:                                      | Золото:                    | Час               | Срібло:                     | Час               | Бронза:                     | Час               |
| Спринт, жінки, 7,5 км Протокол              | Олена Підгрушна Україна    | 22:18.5 (0+1)     | Анна Фроліна Південна Корея | +10.6 (1+1)       | Ірина Варвинець Україна     | +20.4 (1+0)       |
| Гонка переслідування, жінки, 10 км Протокол | Кайса Мякяряйнен Фінляндія | 30:40.3 (1+0+0+0) | Олена Підгрушна Україна     | +2:10.0 (1+2+1+0) | Анна Фроліна Південна Корея | +2:29.5 (2+3+0+1) |

#### Змішана естафета
| Гонка:                                          | Золото:                                                                 | Час                                                       | Срібло:                                                             | Час                                                     | Бронза:                                                         | Час                                                     |
| Змішана естафета 2 x 6 км + 2 x 7,5 км Протокол | Фінляндія Марі Лаукканен Кайса Мякяряйнен Туомас Гренман Оллі Хіденсало | 1:15:38.0 (0+2) (0+1) (0+1) (0+3) (0+0) (0+2) (0+2) (0+0) | ́ Україна Юлія Джима Олена Підгрушна Сергій Семенов Дмитро Підручний | +1:08.3 (0+2) (0+0) (0+0) (0+2) (0+1) (1+4) (0+0) (1+3) | Польща Магдалена Гвіздон Моніка Хойніш Гжегож Гузик Матеуш Янік | +3:08.5 (0+2) (0+3) (0+0) (0+2) (0+1) (0+2) (0+3) (0+3) |

## Медальний залік
| Місце | Країна         |   |   |   | Всього |
| ----- | -------------- | - | - | - | ------ |
| 1     | Україна        | 4 | 3 | 4 | 11     |
| 2     | Фінляндія      | 2 | 0 | 1 | 3      |
| 3     | Словаччина     | 2 | 0 | 0 | 2      |
| 4     | Чехія          | 1 | 3 | 1 | 5      |
| 5     | Росія          | 1 | 1 | 2 | 4      |
| 6     | Польща         | 0 | 2 | 1 | 3      |
| 7     | Південна Корея | 0 | 1 | 1 | 1      |

| Місце | Країна         |   |   |   | Всього |
| ----- | -------------- | - | - | - | ------ |
| 1     | Словаччина     | 2 | 0 | 0 | 2      |
| 1     | Фінляндія      | 2 | 0 | 0 | 2      |
| 3     | Україна        | 1 | 2 | 2 | 5      |
| 4     | Південна Корея | 0 | 1 | 1 | 2      |
| 4     | Росія          | 0 | 1 | 1 | 2      |
| 6     | Чехія          | 0 | 1 | 0 | 1      |
| 7     | Польща         | 0 | 0 | 1 | 1      |

| Місце | Країна    |   |   |   | Всього |
| ----- | --------- | - | - | - | ------ |
| 1     | Україна   | 3 | 1 | 2 | 6      |
| 2     | Чехія     | 1 | 2 | 1 | 4      |
| 3     | Росія     | 1 | 0 | 1 | 2      |
| 4     | Польща    | 0 | 2 | 0 | 2      |
| 5     | Фінляндія | 0 | 0 | 1 | 1      |